# 大西源一
大西 源一（おおにし げんいち、1883年3月7日 - 1962年7月21日）は、日本の郷土史家。
三重県多気郡弟国村（現多気町）生まれ。高等小学校を卒業後、父の薦めで薬売りをして各地を巡り郷土史に関心を持つ。1915年から神宮司庁での大神宮史編修にたずさわり、1960年には「大神宮史要」によって國學院大學から文学博士の学位を取得。79歳で没するまで、三重県郷土史に業績を残した。

## 著書
- 『三重県神社誌』三重県神社会、1919-1926年
- 『伊勢松坂及び其の城下町』飯南多気郷友会、1933年
- 『南朝の砥柱』愛洲顕彰会、1935年
- 『三重県郷土史』三重県警察部、1939年
- 『神武天皇熊野聖蹟考』私家版、1940年
- 『結城宗廣卿の勤皇』結城神社社務所、1941年
- 『三重古文化財集覧』三重郷土会、1952年
- 『相可町史』相可町教育委員会、1954年
- 『参宮の今昔』神宮司庁教導部、1956年
- 『大神宮史要』平凡社、1960年
- 『北畠氏の研究』鹿東文庫、1960年
- 『松坂の歴史』三重新聞社、1966年